# Samogłoska otwarta tylna zaokrąglona
Samogłoska otwarta tylna zaokrąglona – typ samogłoski spotykany w językach naturalnych. Symbol, który przedstawia ten dźwięk w Międzynarodowym Alfabecie Fonetycznym, to ɒ (odwrócone a zbliżone do greckiego α).

## Języki, w których występuje ten dźwięk
- język angielski – Received Pronunciation: hot [hɒt] „gorąco”
- język kol: öle [ɒle] „imię”
- język perski: ﻧﺎﻥ [nɒn] „chleb”
- język węgierski: magyar [mɒɟɒr] „Węgier”